# فرناندو مارين
فرناندو مارين (بالإسبانية: Fernando Marín Abizanda)‏ هو لاعب كرة قدم إسباني، ولد في 27 نوفمبر 1971 في أرنيط في إسبانيا. لعب مع لوغرونيس.

## وصلات خارجية
- فرناندو مارين على موقع قاعدة بيانات كرة القدم.إي يو (الإنجليزية)
- فرناندو مارين على موقع AS.com (الإسبانية)